# Egehan Arna
Egehan Arna (Kadıköy, Estambul, 5 de enero de 1997) es un baloncestista turco que pertenece a la plantilla del Esenler Erokspor de la Basketbol Süper Ligi turca. Con 2,03 metros de estatura, juega en la posición de alero.

## Trayectoria deportiva

### Profesional
Comenzó a jugar en las categorías inferiores del Fenerbahçe Ülkerspor, debutando con el primer equipo en la temporada 2015-16, logrando ese año el triplete, tras ganar los títulos de Liga, Copa y Copa del Presidente de Turquía. Esa temporada promedió 1,4 puntos y 0,7 rebotes por partido.
El 8 de julio de 2025 fichó por el Esenler Erokspor de la Basketbol Süper Ligi turca.

### Selección nacional
Formó parte de la selección de Turquía en la categoría Sub-16, con la que disputó el Campeonato de Europa en 2013, acabando en la séptima posición. Arna promedió 7,2 puntos y 6,3 rebotes por partido.